# Standard Widget Toolkit
Standard Widget Toolkit, или SWT (произносится «свит») — библиотека с открытым исходным кодом для разработки графических интерфейсов пользователя на языке Java.
Разработана фондом Eclipse, лицензируется под Eclipse Public License, одной из лицензий открытого ПО.
SWT не является самостоятельной графической библиотекой, а представляет собой кросс-платформенную оболочку для графических библиотек конкретных платформ, например, под Linux SWT использует библиотеку GTK+. SWT написана на стандартной Java и получает доступ к OS-специфичным библиотекам через Java Native Interface, который рассматривается в качестве сильного средства, несмотря на то, что это не является чистой Java.
SWT — альтернатива AWT и Swing для разработчиков,
желающих получить привычный внешний вид программы в данной операционной системе.
Использование SWT делает Java-приложение более эффективным,
но снижает независимость от операционной системы и оборудования,
требует ручного освобождения ресурсов и
в некоторой степени нарушает Sun-концепцию платформы Java.

## Пример

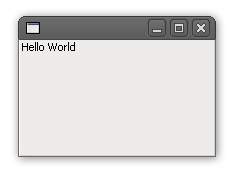
Результат в среде GTK

```
import
 
org.eclipse.swt.*
;

import
 
org.eclipse.swt.widgets.*
;

public
 
class
 
HelloWorld
 
{

   
public
 
static
 
void
 
main
 
(
String
[]
 
args
)
 
{

      
Display
 
display
 
=
 
new
 
Display
();

      
Shell
 
shell
 
=
 
new
 
Shell
(
display
);

      
Label
 
label
 
=
 
new
 
Label
(
shell
,
 
SWT
.
NONE
);

      
shell
.
setSize
(
300
,
200
);

      
label
.
setText
(
"Hello World"
);

      
label
.
pack
();

      
shell
.
open
();

      
while
 
(
!
shell
.
isDisposed
())
 
{

          
if
 
(
!
display
.
readAndDispatch
 
())
 
display
.
sleep
 
();
 

      
}
 

      
display
.
dispose
 
();

   
}

}

```